# Dolophilodes andorus
Dolophilodes andorus är en nattsländeart som beskrevs av Donald G. Denning 1989. Dolophilodes andorus ingår i släktet Dolophilodes och familjen stengömmenattsländor. Inga underarter finns listade i Catalogue of Life.